# Coralliocaris superba
Coralliocaris superba är en kräftdjursart som först beskrevs av James Dwight Dana 1852.  Coralliocaris superba ingår i släktet Coralliocaris och familjen Palaemonidae. Inga underarter finns listade i Catalogue of Life.